# 俞可程
俞可程（英語：Kanis Yu Ho-ching，1998年1月2日—），香港女性測量師及藝人，畢業於香港城市大學，「2024香港小姐競選」之十強佳麗，現為無綫電視女藝員。

## 簡歷
俞可程在香港出生，家裡有一個姐姐，中學在學期間曾贏得全港辯論冠軍。大學畢業於香港城市大學測量學，在學期間曾參與香港城市大學舞蹈學會活動及大學聯校巡迴舞蹈匯演。大學畢業後，於專業測量行任職並成功考取測量師專業資格。
2024年7月，俞可程參選「2024香港小姐競選」，並晉身25強「初步入圍」佳麗之列。於2024年7月15日記者會宣佈晉身15名決賽佳麗之列。在9月15日決賽當晚表現不俗進入最後十強。隨後加入無綫電視任女藝員，於節目《東張西望》擔任主持。

## 演出作品

### 電視節目（無綫電視）
| 首播   | 作品                  | 備註               |
| ------ | --------------------- | ------------------ |
| 2024年 | 2024香港小姐競選決賽  | 參賽者             |
| 2024年 | 2024香港小姐 女．遊記 | 第9及10集 內蒙古篇 |
| 2024年 | 東張西望              | 主持               |

## 外部連結
- 俞可程的Instagram帳戶
- Kanis Yu 俞可程 Fans Page的Instagram帳戶